# André-Louis-Marie Tassin de Nonneville
Pour les autres membres de la famille, voir Famille Tassin de Charsonville.
 André-Louis-Marie Tassin de Nonneville, est un administrateur français, maître des requêtes au Conseil d’État et préfet sous la Restauration, né le 23 août 1775 à Orléans dans l'ancienne province de l'Orléanais et mort le 30 octobre 1834 à Saran dans le département du Loiret.

## Biographie
André-Louis-Marie Prosper Tassin de Nonneville est membre de la famille Tassin de Charsonville, établie à Orléans depuis le XIVe siècle, qui fournit nombre de notables à la ville. Il naît à Orléans, qui appartient alors à la province de l'Orléanais dans le royaume de France, le 23 août 1775. Il est le fils de Prosper Guillaume Tassin de Villepion, procureur du Roi au siège présidial d'Orléans en 1789, et de Suzanne Leclerc de Douy. Il épouse Geneviève Defays en 1799.
Il est un des principaux propriétaires fonciers de l’Orléanais, avec ses cousins seigneurs de Charsonville, La Renardière, Authon, Lorges, Messilly, Villepion, Moncourt, Villiers, Montaigu, Perreuse, et Villemain. Sous le Premier Empire, il devient membre du conseil d’arrondissement d’Orléans en 1802, puis du conseil municipal d’Orléans en 1805. Il est adjoint au maire d’Orléans à partir de 1808.
Nommé auditeur au Conseil d’État et inspecteur général des vivres de la Guerre en 1810, il passe maître des requêtes au Conseil d’État pendant la Première Restauration en 1814.

Après la chute de Napoléon Bonaparte, il devient préfet de la Loire, poste qu'il occupe de 1815 à 1823, à Montbrison alors ville de préfecture. Il succède à ce poste à Pierre Louis Tribert, nommé sous les Cent-Jours et compromis avec le régime napoléonien. Nommé le 14 juillet 1815 et installé le 25 juillet 1815, vrai préfet de la Seconde Restauration (caractérisée à son début par la Terreur blanche et la Chambre introuvable), il proclame à sa prise de fonction : 

« Nous ne sommes plus un immense troupeau dont le caprice d'un despote réservait une partie au ciseau du tondeur, et livrait l'autre partie au couteau du boucher. »

 Il épure l'administration (maires) et surtout l'armée de personnes compromis sous le régime napoléonien. En 1815, le pays est encore occupé, et le préfet défend la population contre les taxes auquel elle est soumise par l'occupant. Le 1er mars 1816, il a la surprise de voir le général Mouton-Duvernet se constituer prisonnier à la préfecture, après s'être caché durant des mois chez un habitant de Montbrison. Tassin le fait transférer à Lyon, où il sera fusillé.
Préfet d’Indre-et-Loire de 1823 à 1828 à Tours, il accueille dans cette ville, le 19 et 20 juin 1828, la duchesse de Berry Marie-Caroline de Bourbon-Siciles, venue de Blois et Chambord et qui entreprend un voyage politique de plusieurs mois dans tout l’Ouest de la France. Après lui avoir organisé un bal à l'hôtel de préfecture, il l’accompagne jusqu’au château de Langeais avant de la laisser poursuivre sa route vers Angers et la Vendée. Il exerce une surveillance serrée sur le pamphlétaire Paul-Louis Courier installé à Véretz (Indre-et-Loire) et doit faire face à l’assassinat de ce dernier le 10 avril 1825.
Il est ensuite nommé préfet de Vaucluse de 1828 à 1830 à Avignon. Après les Trois Glorieuses (28, 29 et 30 juillet 1830) il est remplacé dès le 10 août 1830 par François Dominique Larréguy.
Il meurt à 59 ans à Saran dans le département du Loiret le 30 octobre 1834. Il est enterré au Grand Cimetière d'Orléans.

## Distinctions
Il est créé vicomte héréditaire en 1816 par lettres patentes du roi Louis XVIII. Titre sans anoblissement joint.
Il est fait commandeur de la Légion d’honneur le 28 octobre 1829.

## Armoiries
Dans ses lettres patentes de 1817, le blason officiel du vicomte de Nonneville diffère des armes traditionnelles de la famille Tassin.

André-Louis-Marie Tassin de Nonneville portait ainsi « d'argent, au chevron de gueules, sommé d'un croissant du même, et accompagné en chef de deux étoiles d'azur, et en pointe d'un lis de jardin de sable », surmonté d'une couronne de vicomte,.

Blason originel de la famille Tassin.
Blason d'André-Louis-Marie Tassin de Nonneville après 1817.